# Дигитални анђео (филм)
Дигитални анђео — жиг звери је мисионарска емисија (колаж), непознатог аутора, трајања 113 минута, из 2006. године, посвећен тематици докумената са бројем 666. Тема емисије је теорија завере против Бога и човека.

## Опис филма
Теме које се у филму у мањој или већој мери обрађују су:
- Обезбожени нови светски поредак (НСП)
- Тоталитарна демократија
- Наводна борба против тероризма у свету
- „Жиг звери“ и број 666, који се помињу у Библији
- Шта повезује Тита, Хитлера, Буша, Керија, Черчила, Рокфелера, Кроулија и др. ?
- Лорд Меитреја - „светски учитељ“ као могући антихрист
- Звучни снимак „душа које се муче у паклу“
- Теорија еволуције
- Нојева барка на планини Арарат
- Мистериозна прича о летећим тањирима (НЛО) и њени покретачи
- Римски папа и НСП
- Краљ Александар као масон и његово убиство
- Масони и илуминати - владари из сенке
- Ко је био Ђорђе Вајферт чији је лик данас на новчаници од 1.000 динара?
- Велики брат
- Чудесно јављање Мајке Божије у Египту 2000. године
- Српски старци (монаси) Гаврило и Тадеј - пророци последњих времена и њихова пророчанства и поуке

## Критика
- Ова емисија у уводу[3] наводи да је урађена са благословом некога чији се идентитет крије "из разумних разлога". Црква се веома мало оглашавала поводом ове емисије, а у два наврата се ограђује од икаквих благослова[2][4].

Јеромонах Доситеј тврди:
- Филм шири панику и психозу међу становништвом[1].
- У првом делу се бави биометријском идентификацијом и чиповима као имплантима за контролу људи, а у трећем делу се тврди да је чип превазиђен, што подсећа на адвентисте и Јеховине сведоке и праксу оправдавања и кориговања сопствених грешака[1].
- Филм је опасан по православље, јер шири протестантски дух и исмева Цркву[1].